# Uomini in guerra
Uomini in guerra (Men in War) è un film del 1957 diretto da Anthony Mann.
È ispirato al romanzo Day Without End scritto nel 1949 da Van Van Praag.

## Trama
Nel settembre 1950, durante la guerra di Guerra di Corea, un plotone di esausti fanti della 24ª Divisione si trova tagliato fuori dalle proprie linee, senza contatto radio e sotto il tiro di cecchini nordcoreani. Il comandante, il tenente Benson, ha solo vaghe istruzioni su una collina da raggiungere per ricongiungersi con le proprie forze. Il plotone si imbatte in una jeep guidata dal sergente Montana, con a bordo "il Colonnello", un ufficiale superiore sotto shock e incapace di parlare. I due sono reduci dalla durissima battaglia del Nakdong. Montana aveva deciso di averne abbastanza della guerra e voleva portare via con sé l'ufficiale, che considerava come un padre.
Benson requisisce la jeep per trasportare i feriti e i due si aggregano al plotone nel tragitto verso la salvezza. Le insidiose infiltrazioni del nemico mettono a dura prova lo stanco plotone e fanno alcune vittime, ma il duro e cinico Montana riesce a risvegliare lo spirito combattivo dei soldati. Raggiunta la collina, scoprono però che è in mano al nemico. Montana non si fa ingannare da soldati nordcoreani che si presentano come americani e li uccide, ma non vuole partecipare all'assalto organizzato da Benson. Il Colonnello invece improvvisamente ritorna in sé, si unisce all'attacco e viene ucciso. Montana, in preda alla vergogna e ai sensi di colpa, si lancia nel combattimento.
Alla fine solo Benson, Montana e il sergente Riordan sopravvivono. Quando arrivano i rinforzi, Montana estrae un contenitore pieno di medaglie che il Colonnello voleva usare per premiare i suoi uomini. Benson fa l'appello mentre Montana lancia le medaglie sui morti che ricoprono il pendio.